# Pievano
Un pievano (in latino plebanus, medio alto tedesco Liut-priest per plebe in latino) era un sacerdote che effettivamente occupava una posizione con i diritti parrocchiali (pieve, chiesa parrocchiale o beneficio). Poteva essere un pastore, svolgere la cura pastorale per conto del titolare dei diritti della parrocchia o rappresentare il pastore (incapace). Di regola era un sacerdote secolare, quindi, a differenza dei chierici che servivano un monastero o un governo e dipendevano da loro, era soggetto al vescovo locale.
Come il linguista Konrad Kunze fu in grado di dimostrare sulla base di manoscritti alto e tardo medievali, dal XIII secolo, l'espressione liutpriester era limitata all'area delle lingue tedesche alemanne sud occidentali, mentre pastor era comune in altre regioni. Il termine medio latino pleban divenne la traduzione per pastore in altre lingue (ad es. pievano in italiano, plebano in polacco).
Dal XIV secolo molte grandi parrocchie furono divise ed ebbero i propri pastori (spesso finanziati dalla comunità del villaggio). Di conseguenza, il termine popolo leutpriester scomparve lentamente dall'uso linguistico.